# Béatrice de Montferrat
Béatrice ou Béatrix de Montferrat, née entre 1204 et 1210, morte en 1256, est une aristocrate, épouse d'André Dauphin de Bourgogne, connu sous le nom de Guigues VI de Viennois, comte d'Albon et du Viennois (1228-1237).

## Biographie
Béatrice ou Béatrix de Montferrat semble être née entre 1204 et 1210, selon le site de généalogie Foundation for Medieval Genealogy-Medieval Lands. Elle est la fille de Guillaume VI, marquis de Montferrat, et de Berta de Clavesana.
Elle est mariée avec André Dauphin, dont elle est la troisième épouse. De cette union sont nés deux enfants :
- Guigues VII (1225-1269), dauphin de Viennois ;
- Jean (1227-1239).

Béatrice de Montferrat fonde notamment, en 1234, la chartreuse de Prémol, monastère de l'ordre des Chartreux sur le lieu-dit de Prémol, à Vaulnaveys-le-Haut.
La date de sa mort n'est pas connue. Foundation for Medieval Genealogy-Medieval Lands indique que Béatrice est citée décédée après le testament de son époux du 4 mars 1236. D'après l'acte du Regeste dauphinois, il s'agirait plutôt du 4 mars 1237, soit une dizaine de jours avant le décès de ce dernier. Sur la notice dédiée à sa personne est indiquée pour date de décès le mois de mars 1276, citée sans référence d'acte associé ce qui constitue, vraisemblablement, une erreur de retranscription de l'acte de 1236 précité. Le Regeste dauphinois indique quant à lui un 7 avril, selon le nécrologe du Prieuré de Saint-Robert, mais après 1255, inséré dans les actes de 1256.